# Oecanthus rufescens
Oecanthus rufescens is een rechtvleugelig insect uit de familie krekels (Gryllidae). De wetenschappelijke naam van deze soort is voor het eerst geldig gepubliceerd in 1838 door Serville.